# 真愛新曲+精選
《真愛新曲+精選》是香港歌手張學友出版的一張國語新曲加精選唱片專輯，由寶麗金於1995年3月16日發行。此張唱片是張學友個人第一張在海外錄製的唱片，亦是他演唱生涯巔峰時期針對臺灣唱片市场發行的一張主要國語專輯。

## 歷史
1995年5月，為應付市場需求，寶麗金唱片（臺灣）推出了再版CD：《真愛新曲+真正精選》。
2002年3月16日，為纪念唱片發行七周年整、以及唱片累計銷量超過300萬張，環球音樂 (日本)特意將原裝母帶交由日本JVC錄音工程總部，JVC的格萊美獎最佳混音得主泷口博达重新進行XRCD進行聲音還原處理，推出高音質的複刻版CD。
2009年7月31日，環球唱片（臺灣）將《真愛新曲+真正精選》推出留聲系列，是目前市場上最為常見的真愛系列唱片。
2016年10月25日環球唱片（中國香港）將《真愛新曲+真正精選》推出限量SHM-SACD片。
2017年1月13日環球唱片（臺灣）將《真愛新曲+真正精選》推出兩片裝180G的限量典藏黑膠唱片。

## 影響力

環球唱片日本公司於2002年推出的複刻版獲得市場上的又一成功

唱片推出後銷量驚人，張學友在唱片發行期間正在進行創紀錄的為數100場的個人世界巡迴演唱會，其中在台灣共舉行6場，並獲得空前成功。續大熱華語專輯《吻別》後，該張專輯徹底奠定了自己在臺灣樂壇王者的地位。唱片自3月推出，僅3個月在全世界已售出150萬張。此後幾年中，這張唱片在世界各地累計銷量超過300萬張。憑著《真愛》、《擁有》、《過敏世界》、《這個冬天不太冷》4張專輯的500萬銷量，張學友也成為了1995年世界上銷量最高的華人歌手，並對西方樂壇產生一定程度上的影響：西方的多個主流輿論，包括《時代雜誌》、《商業週刊》、《滾石雜誌》、《告示牌雜誌》，紛紛開始關注香港流行音樂。该唱片是張學友音樂生涯中最重要的華語唱片之一，專輯當中的新曲《真愛》、《一千個傷心的理由》、《我等到花兒也謝了》等，都是華人地區流行音樂中的經典歌曲。
唱片中新歌的全程製作均在美國完成，包括MV拍攝、混音以及場景拍攝。

## 曲目
| 曲序 | 曲目                           |        | 作曲            | 编曲            | 製作人        | 首次收錄專輯                         | 备注                                                                           | 时长 |
| ---- | ------------------------------ | ------ | --------------- | --------------- | ------------- | ------------------------------------ | ------------------------------------------------------------------------------ | ---- |
| 1.   | 真愛                           | 許常德 | Danny Beckerman | Danny Beckerman | 歐丁玉 林明陽 |                                      | 福特六和汽車「福特你愛她」(Ford Liata)廣告主題曲                               | 3:40 |
| 2.   | 一千個傷心的理由               | 邢增華 | 李偲菘          | 趙增熹          | 歐丁玉        |                                      | 華視連續劇《情人》主題曲 香港電影《廟街故事》主題曲                            | 4:35 |
| 3.   | 我等到花兒也謝了（國語版）     | 吳慶康 | 李偉菘          | 趙增熹          | 歐丁玉        |                                      | 粵語版為《我等到花兒也謝了》                                                   | 4:36 |
| 4.   | In Love With You（與黎晶合唱） | 劉諾生 | 劉諾生          | 劉諾生          | 歐丁玉        | Listen Without Prejudice（黎晶專輯） | 英語歌曲                                                                       | 4:23 |
| 5.   | 你冷得像風                     | 何啟弘 | 劉諾生          | 劉諾生          |               | 偷心                                 | 粵語版為《餓狼傳說》                                                           | 4:30 |
| 6.   | 藍雨（國語版）                 | 陳家麗 | 德永英明        | 盧東尼          |               | 在我心深處                           | 改編自日本歌手德永英明的《Rainy Blue》 粵語版為《藍雨》                        | 4:17 |
| 7.   | 偷心                           | 丁曉雯 | 郭子            | Richard Yuen    |               | 偷心                                 |                                                                                | 4:17 |
| 8.   | 每天愛你多一些（國語版）       | 姚若龍 | 桑田佳祐        | 杜自持          |               | 吻別                                 | 改編自日本組合南方之星的《真夏の果実》 粵語版為《每天愛你多一些》              | 4:39 |
| 9.   | 吻別                           | 何啟弘 | 殷文琦          | 殷文琦          |               | 吻別                                 |                                                                                | 5:02 |
| 10.  | 你知不知道                     | 李偲菘 | 李偲菘          | 趙增熹          |               | 偷心                                 | 粵語版為《只有你不知道》                                                       | 4:14 |
| 11.  | 回頭太難                       | 十一郎 | 張宇            | 孫崇偉          |               | 祝福                                 |                                                                                | 4:14 |
| 12.  | 永遠的笑靨                     | 呂承明 | Keith Brown     | 盧東尼          |               | 情無四歸                             | 改編自匈牙利組合Nenton Familia的《Smile Again》 粵語版為《Smile Again 瑪莉亞》 | 4:57 |
| 13.  | 祝福                           | 丁曉雯 | 郭子            | 王豫民          |               | 祝福                                 |                                                                                | 4:32 |
| 14.  | 人間道（國語版）               | 黃霑   | 黃霑            | 戴樂民          |               |                                      | 粵語版為《人間道》                                                             | 2:30 |
| 15.  | 讓你愉快 (讓我孤獨)            | 陳少琪 | 杉田裕          | 陳嘉樂          | 歐丁玉        |                                      | 粵語歌曲                                                                       | 4:07 |

## 唱片版本
- CD版
- 盒帶版
- 環球上華留聲經典復刻版（2005年）

## 音樂錄影帶
- 真愛
- 一千個傷心的理由
- 我等到花兒也謝了（國語）
- In Love With You
- 讓你愉快（讓我孤獨版）

## 獎項
- 1995年度十大勁歌金曲頒獎典禮

- 「最受歡迎國語歌曲獎」銀獎：《一千個傷心的理由》